# Stieg 8, 9 (Quedlinburg)

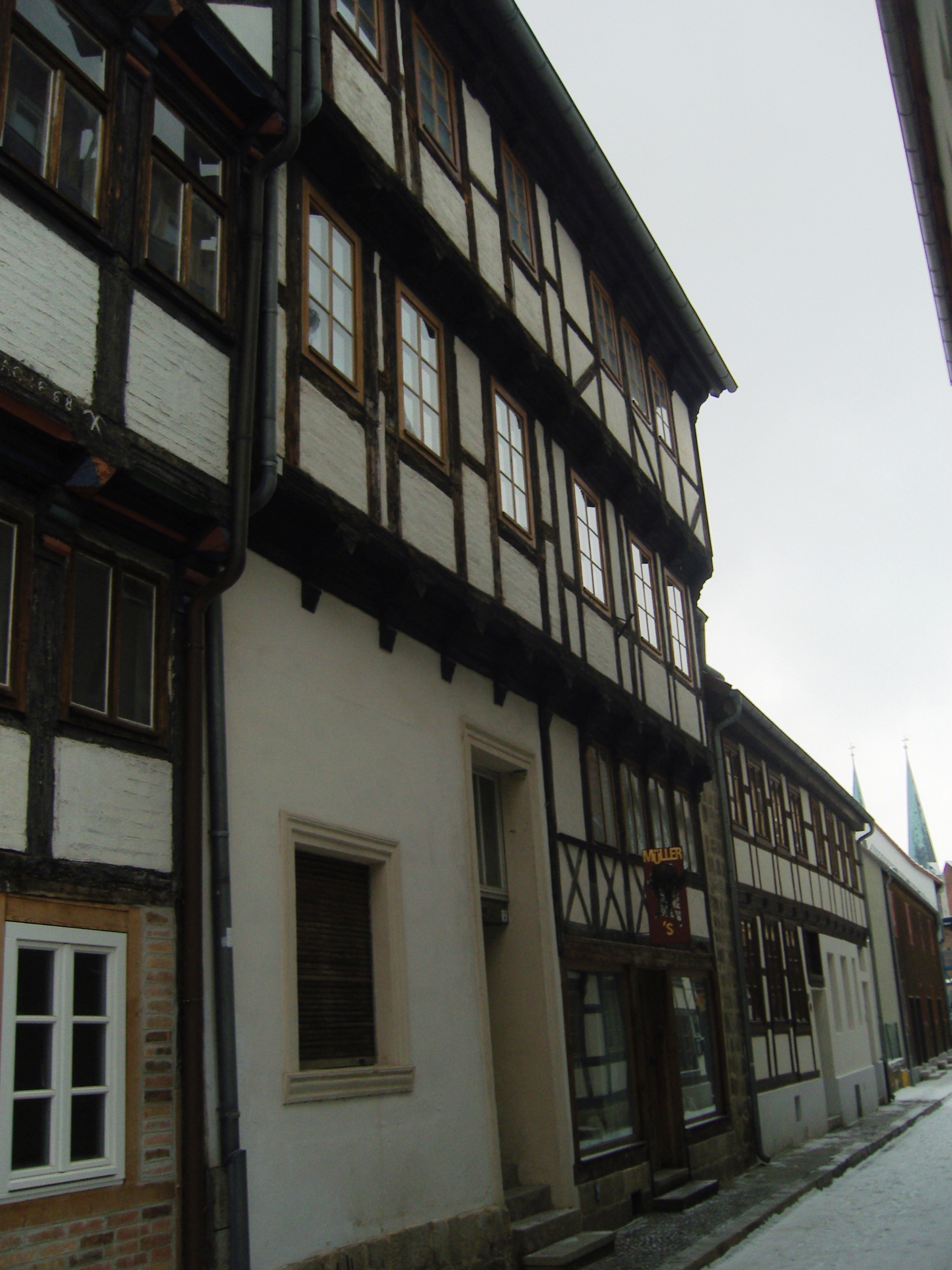
Haus Stieg 8

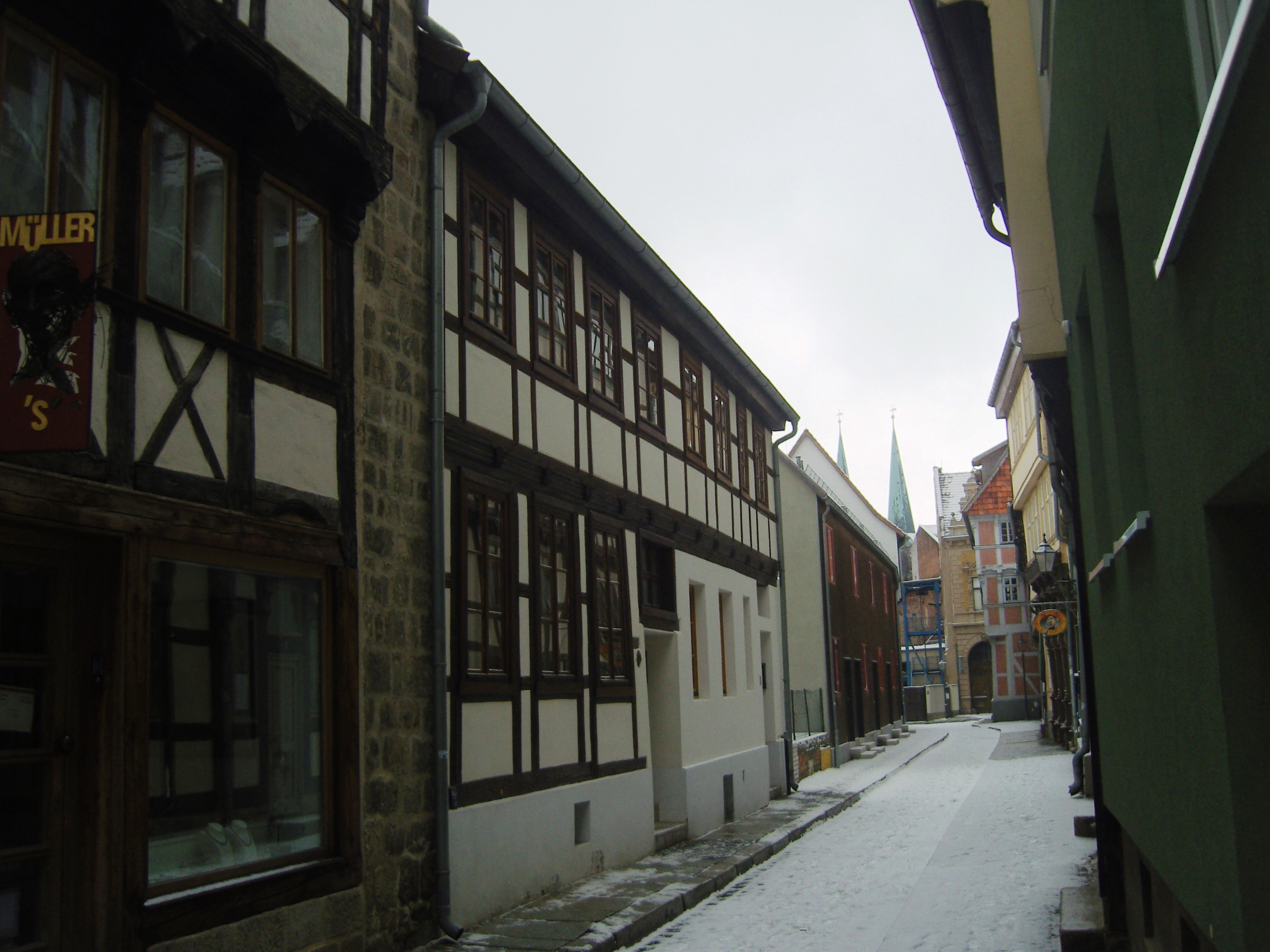
Haus Stieg 9

Das Haus Stieg 8, 9 ist ein denkmalgeschütztes Gebäude in der Stadt Quedlinburg in Sachsen-Anhalt.

## Lage
Es befindet sich östlich des Marktplatzes der Stadt und gehört zum UNESCO-Weltkulturerbe. Im Quedlinburger Denkmalverzeichnis ist es als Wohnhaus eingetragen. Westlich grenzt das gleichfalls denkmalgeschützte Haus Stieg 7 an.

## Architektur und Geschichte
Das dreigeschossige Fachwerkhaus Stieg 8 entstand im Jahr 1668. Im hohen Erdgeschoss ist ein Zwischengeschoss integriert. Die Fachwerkfassade ist mit Pyramidenbalkenköpfen, profilierten Konsolen, Füllhölzern und flachen Schiffskehlen. Eine Inschrift verweist auf ANDREAS SCHRÖDER als Baumeister des Hauses. Am Haus findet sich der Rest eine bogenförmiges Portal, welches jedoch durch einen in späterer Zeit erfolgten Ladeneinbau verdeckt wurde. Zum Anwesen gehört auch das östlich angrenzende zweigeschossige Haus Nummer 9, dessen Fassade jedoch weitgehend verändert wurde.